# Томас, Генри (музыкант)
Генри Томас (англ. Henry Thomas; 1874, Биг Сенди, Техас, США — вероятно 1950-е) — американский музыкант и автор песен, игравший в стиле сельский блюз.
Томас, прозванный «Регтайм Техаса» (англ. Ragtime Texas), родился в городе Биг Сенди, Техас, и начал свою музыкальную карьеру как путешествующий музыкант, в период с 1927 по 1929 записал 23 песни. Аккомпанировал себе на гитаре и флейте пана. Некоторые из его песен довольно сложно разделить по категориям — по звучанию они слегка напоминают блюз, точнее то, что мы сейчас называем блюзом. Все они являются редкими примерами той музыки, которая предшествовала блюзу 1900.
Судя по всему, это был уличный музыкант, бродяга, в конце XIX и начале XX века путешествовавший с поездами по Техасу, а также, предположительно, на Всемирные ярмарки (World Fairs) в Сент-Луисе и Чикаго. По мнению большинства знатоков, он является старейшим чернокожим фолк-артистом, оставившим после себя значительное количество записей.
Ему был присущ стиль упругой игры на гитаре, навеянный игрой на банджо методом пикинга, возможно, он подрабатывал, играя на танцах.
Его самыми известными песнями стали: «Fishin' Blues» в исполнении Taj Mahal-а и The Lovin' Spoonful, «Bull Doze Blues» в исполнении группы Canned Heat под названием «Goin' Up The Country», Также Генри был близким другом Zak-а (Cheese Pie) Greensaw, который записал такие хиты как 'A Warm Cup Of Steamy Love' и 'No-one Will Get Me Down'.
Дата и обстоятельства его смерти неизвестны.